# CPR-1000
Le CPR-1000 est un réacteur à eau pressurisée de conception franco-chinoise, appartenant à la deuxième génération de réacteur nucléaire. Développé par CGNPC, il est basé sur le réacteur français M310 importé dans les années 1990, et modifié afin d’atteindre une puissance électrique nette de 1 000 MWe et une durée de vie à la conception de 60 ans.
Le réacteur ACPR-1000 est une version dérivée et de sûreté améliorée du réacteur CPR-1000, appartenant lui à la troisième génération.
Au total, dix-huit CPR-1000 et quatre ACPR-1000 ont été construits et sont opérationnels, tous en Chine.

## Réacteur CPR-1000

### Historique
Le réacteur CPR-1000 est basé sur le réacteur français M310 de 900 MWe développé par Framatome. Le réacteur M310 est copié des unités no 5 et 6 de la centrale nucléaire de Gravelines appartenant au palier CP1, et est importé en Chine dans les années 1990 dans les centrales de centrales nucléaires de Daya Bay et de Ling Ao,. Ces quatre réacteurs M310 sont parfois dénommés CPR-1000, mais sont en réalité plus proche des réacteurs M310 car d'une puissance nette de 900 MWe, et essentiellement constitués de composants importés.
Le CPR-1000 est développé et construit par China General Nuclear Power Corporation (CGNPC). Au fur et à mesure de leur développement, les CPR-1000 sont de plus en plus équipés de composants fabriqués en Chine. Cependant Framatome, devenu ArevaNP en 2006, conserve certains droits de propriété industrielle sur le CPR-1000, limitant les possibilités d'exportation du réacteur par la Chine. En 2010, le Financial Times rapporte qu'Areva envisage l'exportation du CPR-1000 à destination de pays ne possédant pas encore de centrales nucléaires,. D'après le journal Les Échos, c'est EDF qui envisageait la vente du CPR-1000 hors de Chine, mais se serait heurté au veto du gouvernement français pour des raisons de sûreté.
Dans les années 2000, l'administration chinoise envisage la construction d'un grand nombre de réacteur CPR-1000 (plus de 57 en 2010). Mais le 16 mars 2011, à la suite de l’accident nucléaire de Fukushima, le conseil d'état chinois gèle les nouvelles autorisations de construction de nouveaux réacteurs nucléaires. En octobre 2012, le gouvernement ré-autorise les demandes de nouveaux projets de réacteurs, mais uniquement pour des modèles de troisième génération. Les projets de construction de réacteurs de deuxième génération décidés avant cette date restent cependant maintenus, ce qui explique le démarrage de chantier de CPR-1000 de deuxième génération après cette date.
Ling Ao-3 est le premier CPR-1000 à diverger le 11 juin 2010 et le premier à entrer en service commercial le 15 septembre 2010. Fangchenggang-2 est le dernier des dix-huit CPR-1000 à entrer en service commercial, le 1er octobre 2016.

### Caractéristiques
Le réacteur CPR-1000 est un réacteur à eau pressurisée appartenant à la deuxième génération de réacteur nucléaire. Il est basé sur le réacteur français M310, modifié afin d’atteindre une puissance électrique nette de 1 000 MWe et une durée de vie à la conception de 60 ans,. L'enceinte de confinement est à simple parois, et chaque réacteur ne peut être construit que par paire car certains bâtiments sont communs à deux unités. Sa durée de construction moyenne est de 52 mois.

## Réacteur ACPR-1000

### ACPR-1000
Afin de ne plus dépendre des droits de propriété industrielle de sociétés étrangères (Framatome / ArevaNP), CGNPC développe dès 2010 une nouvelle version du CPR-1000 nommée ACPR-1000 (pour Advanced CPR-1000). Ce réacteur n'utilise plus aucun composant sous licence étrangère, ce qui en fait un réacteur de conception pleinement chinoise. Il s'agit toujours d'un réacteur à eau pressurisé de 1 000 MWe, mais appartenant à la troisième génération avec une sûreté nucléaire améliorée (double enceinte de confinement, intégration d'un récupérateur de corium, etc.). La CGNPC voulait être en mesure de commercialiser l'ACPR-1000 pour l'exportation dès 2013[réf. nécessaire]. La CGNPC a mené les travaux de développement en coopération avec Dongfang Electric, Shanghai Electric, Harbin Electric, China First Heavy Industries et China Erzhong[réf. nécessaire].
Quatre ACPR-1000 sont construits, tous en Chine. Le réacteur Yangjiang 5 est le premier à diverger le 16 mai 2018, et sa mise en service commerciale est prononcée le 12 juillet 2018. Les trois autres réacteurs ACPR-1000 Yangjiang-6, et Hongyanhe-5 et 6 sont mis en service respectivement en juillet 2019, juillet 2021 et juin 2022.

### ACPR-1000+
À la suite de l'accident nucléaire de Fukushima, CGNPC présente une révision de son réacteur ACPR-1000 destiné à l'export dénommée ACPR-1000+. Ses caractéristiques comprennent toujours une double enceinte de confinement (protection contre les explosions intérieures ou extérieures et les chutes d'avions), ainsi qu'une capacité sismique améliorée de 0,3 g, des marges thermiques plus élevées et des systèmes d'exploitation améliorés. La puissance électrique brute est également augmentée à 1 150 MWe[réf. nécessaire].
Aucun ACPR-1000+ ne sera construit. Son exportation prévue à partir de 2014 est abandonnée au profit du Hualong-1, un réacteur à eau pressurisé chinois de troisième génération co-développé depuis 2011 par CGNPC et CNNC.

## Liste des réacteurs CPR-1000 et ACPR-1000 dans le monde
Au total, dix-huit CPR-1000 et quatre ACPR-1000 ont été construits, tous en Chine.
Les caractéristiques des réacteurs sont données dans les tableaux ci-après ; les données sont principalement issues de la base de données PRIS (Power Reactor Information System) de l’Agence international de l'énergie atomique (AIEA) qui définit ainsi les termes :
- la puissance nette correspond à la puissance électrique délivrée sur le réseau et sert d'indicateur en termes de puissance installée ;
- la puissance brute correspond à la puissance délivrée par l'alternateur (soit la puissance nette augmentée de la consommation interne de la centrale) ;
- la puissance thermique correspond, à la puissance délivrée par la chaudière nucléaire.

Le début de construction correspond à la date de coulage des fondations du bâtiment réacteur. Une tranche (nom utilisé pour un réacteur complet) est considérée comme opérationnelle après son premier couplage au réseau électrique. La mise en service commerciale est le transfert contractuel de l’installation du constructeur vers le propriétaire ; intervenant en principe après réalisation des tests réglementaires et contractuels, et après fonctionnement continu à 100 % pendant une durée définie au contrat de construction.
| Pays  | Centrale      | Unité | Statut       | Modèle    | Constructeur | Puissance   | Puissance   | Puissance        | Début de construction | Raccordement au réseau | Mise en service commercial |
| Pays  | Centrale      | Unité | Statut       | Modèle    | Constructeur | Nette (MWe) | Brute (MWe) | Thermique (MWth) | Début de construction | Raccordement au réseau | Mise en service commercial |
| ----- | ------------- | ----- | ------------ | --------- | ------------ | ----------- | ----------- | ---------------- | --------------------- | ---------------------- | -------------------------- |
| Chine | Fangchenggang | 1     | Opérationnel | CPR-1000  | CGNPC        | 1 000       | 1 086       | 2 905            | 30 juillet 2010       | 25 octobre 2015        | 1er janvier 2016           |
| Chine | Fangchenggang | 2     | Opérationnel | CPR-1000  | CGNPC        | 1 000       | 1 086       | 2 905            | 23 décembre 2010      | 15 juillet 2016        | 1er octobre 2016           |
| Chine | Fangjashan    | 1     | Opérationnel | CPR-1000  | CNNC         | 1 012       | 1 089       | 2 905            | 26 décembre 2008      | 4 novembre 2014        | 15 décembre 2014           |
| Chine | Fangjashan    | 2     | Opérationnel | CPR-1000  | CNNC         | 1 012       | 1 089       | 2 905            | 17 juillet 2009       | 12 janvier 2015        | 12 février 2015            |
| Chine | Hongyanhe     | 1     | Opérationnel | CPR-1000  | CGNPC        | 1 024       | 1 120       | 2 875            | 18 août 2007          | 17 février 2013        | 6 juin 2013                |
| Chine | Hongyanhe     | 2     | Opérationnel | CPR-1000  | CGNPC        | 1 024       | 1 120       | 2 875            | 28 mars 2008          | 23 novembre 2013       | 13 mai 2014                |
| Chine | Hongyanhe     | 3     | Opérationnel | CPR-1000  | CGNPC        | 1 061       | 1 119       | 2 905            | 7 mars 2009           | 23 mars 2015           | 16 août 2015               |
| Chine | Hongyanhe     | 4     | Opérationnel | CPR-1000  | CGNPC        | 1 061       | 1 119       | 2 905            | 15 août 2009          | 1er avril 2016         | 19 septembre 2016          |
| Chine | Hongyanhe     | 5     | Opérationnel | ACPR-1000 | CGNPC        | 1 061       | 1 119       | 2 905            | 29 mars 2015          | 25 juin 2021           | 31 juillet 2021            |
| Chine | Hongyanhe     | 6     | Opérationnel | ACPR-1000 | CGNPC        | 1 061       | 1 119       | 2 905            | 24 juillet 2015       | 2 mai 2022             | 23 juin 2022               |
| Chine | Ling Ao       | 3     | Opérationnel | CPR-1000  | CGNPC        | 1 007       | 1 086       | 2 905            | 15 décembre 2005      | 15 juillet 2010        | 15 septembre 2010          |
| Chine | Ling Ao       | 4     | Opérationnel | CPR-1000  | CGNPC        | 1 007       | 1 086       | 2 905            | 15 juin 2006          | 3 mai 2011             | 7 août 2011                |
| Chine | Ningde        | 1     | Opérationnel | CPR-1000  | CGNPC        | 1 018       | 1 089       | 2 905            | 18 février 2008       | 28 décembre 2012       | 15 avril 2013              |
| Chine | Ningde        | 2     | Opérationnel | CPR-1000  | CGNPC        | 1 018       | 1 089       | 2 905            | 12 novembre 2008      | 4 janvier 2014         | 14 mai 2014                |
| Chine | Ningde        | 3     | Opérationnel | CPR-1000  | CGNPC        | 1 018       | 1 089       | 2 905            | 8 janvier 2010        | 21 mars 2015           | 10 juin 2015               |
| Chine | Ningde        | 4     | Opérationnel | CPR-1000  | CGNPC        | 1 018       | 1 089       | 2 905            | 29 septembre 2010     | 29 mars 2016           | 21 juillet 2016            |
| Chine | Yangjiang     | 1     | Opérationnel | CPR-1000  | CGNPC        | 1 000       | 1 086       | 2 905            | 16 décembre 2008      | 31 décembre 2013       | 25 mars 2014               |
| Chine | Yangjiang     | 2     | Opérationnel | CPR-1000  | CGNPC        | 1 000       | 1 086       | 2 905            | 4 juin 2009           | 10 mars 2015           | 5 juin 2015                |
| Chine | Yangjiang     | 3     | Opérationnel | CPR-1000  | CGNPC        | 1 000       | 1 086       | 2 905            | 15 novembre 2010      | 18 octobre 2015        | 1er janvier 2016           |
| Chine | Yangjiang     | 4     | Opérationnel | CPR-1000  | CGNPC        | 1 000       | 1 086       | 2 905            | 17 novembre 2012      | 8 janvier 2017         | 15 mars 2017               |
| Chine | Yangjiang     | 5     | Opérationnel | ACPR-1000 | CGNPC        | 1 000       | 1 086       | 2 905            | 18 septembre 2013     | 23 mai 2018            | 12 juillet 2018            |
| Chine | Yangjiang     | 6     | Opérationnel | ACPR-1000 | CGNPC        | 1 000       | 1 086       | 2 905            | 23 décembre 2013      | 29 juin 2019           | 24 juillet 2019            |